# Alopoglossus lehmanni
Alopoglossus lehmanni är en ödleart som beskrevs av  Ayala och HARRIS 1984. Alopoglossus lehmanni ingår i släktet Alopoglossus och familjen Alopoglossidae. Inga underarter finns listade i Catalogue of Life.